# دونينغتاون (بنسلفانيا)
دونينغتاون (بالإنجليزية: Downingtown borough, Pennsylvania)‏ هي منطقة سكنية تقع بولاية بنسلفانيا في الولايات المتحدة. تبلغ مساحتها 5.76 كم2، وترتفع عن سطح البحر 72.8472 م، بلغ عدد سكانها 7,891 نسمة في عام 2010 حسب إحصاء مكتب تعداد الولايات المتحدة وتصل الكثافة السكانية فيها 1,370 نسمة لكل كيلومتر مربع (3,548.3/ميل2).

## التركيبة السكانية
حدّد مكتب تعداد الولايات المتحدة بيانات التركيبة السكانية لدونينغتاون في تعداد الولايات المتحدة. في ما يلي، التركيبة السكانية حسب تعدادي 2000 و2010.

### تعداد عام 2000
بلغ عدد سكان دونينغتاون 7,589 نسمة بحسب تعداد عام 2000، وبلغ عدد الأسر 3,059 أسرة وعدد العائلات 1,854 عائلة مقيمة في المنطقة السكنية. في حين سجلت الكثافة السكانية 1,317.5 نسمة لكل كيلومتر مربع (3,412.3/ميل2). وبلغ عدد الوحدات السكنية 3,197 وحدة بمتوسط كثافة قدره 555 لكل كيلومتر مربع (1,437.4/ميل2).
وتوزع التركيب العرقي للمنطقة السكنية بنسبة 83.65% من البيض و10.79% من الأمريكيين الأفارقة و0.12% من الأمريكيين الأصليين و2.29% من الأمريكيين ذوي الأصول الآسيوية و0.04% من سكان جزر المحيط الهادئ و1.44% من الأعراق الأخرى و1.67% من عرقين مختلطين أو أكثر و3.53% من الهسبانيون أو اللاتينيون من أي عرق.
بلغ عدد الأسر 3,059 أسرة كانت نسبة 33.9% منها لديها أطفال تحت سن الثامنة عشر تعيش معهم، وبلغت نسبة الأزواج القاطنين مع بعضهم البعض 42.8% من أصل المجموع الكلي للأسر، ونسبة 12.9% من الأسر كان لديها معيلات من الإناث دون وجود شريك، بينما كانت نسبة 4.8% من الأسر لديها معيلون من الذكور دون وجود شريكة وكانت نسبة 39.4% من غير العائلات. تألفت نسبة 32.2% من أصل جميع الأسر من عدة أفراد يعيشون في نفس المنزل ونسبة 11.2% كانت تتألف من شخص يعيش بمفرده يبلغ من العمر 65 عاماً أو أكثر. وبلغ متوسط حجم الأسرة المعيشية 2.40، أما متوسط حجم العائلات فبلغ 3.09.
بلغ العمر الوسطي للسكان 35.1 عاماً. وكانت نسبة 25.3% من القاطنين تحت سن الثامنة عشر، وكانت نسبة 7.9% بين الثامنة عشر والرابعة والعشرين عاماً، ونسبة 32.3% كانت واقعةً في الفئة العمرية ما بين الخامسة والعشرين والرابعة والأربعين عاماً، ونسبة 18.7% كانت ما بين الخامسة والأربعين والرابعة والستين، ونسبة 12.4% كانت ضمن فئة الخامسة والستين عاماً فما فوق. يوجد لكل 100 أنثى 91.9 ذكر، ويوجد لكل 100 أنثى في الثامنة عشر من عمرها فما فوق 90.1 ذكر.
بلغ متوسط دخل الأسرة في المنطقة السكنية 45,979 دولارًا، أما متوسط دخل العائلة فبلغ 53,468 دولارًا. وكان متوسط دخل الذكور 38,893 دولارًا مقابل 29,284 دولارًا للإناث. وسجل دخل الفرد الخاص بالمنطقة السكنية 21,634 دولارًا. وكانت نسبة 3% من العائلات ونسبة 4.8% من السكان تحت خط الفقر، وكان من هؤلاء نسبة 5.2% تحت سن الثامنة عشر ونسبة 5.3% في الخامسة والستين من العمر وما فوق.

### تعداد عام 2010
بلغ عدد سكان دونينغتاون 7,891 نسمة بحسب تعداد عام 2010، وبلغ عدد الأسر 3,286 أسرة وعدد العائلات 1,921 عائلة مقيمة في المنطقة السكنية. في حين سجلت الكثافة السكانية 1,370 نسمة لكل كيلومتر مربع (3,548.3/ميل2). وبلغ عدد الوحدات السكنية 3,453 وحدة بمتوسط كثافة قدره 599.5 لكل كيلومتر مربع (1,552.7/ميل2).
وتوزع التركيب العرقي للمنطقة السكنية بنسبة 79.27% من البيض و12.01% من الأمريكيين الأفارقة و0.08% من الأمريكيين الأصليين و2.74% من الأمريكيين ذوي الأصول الآسيوية و0.11% من سكان جزر المحيط الهادئ و2.61% من الأعراق الأخرى و3.18% من عرقين مختلطين أو أكثر و7.19% من الهسبانيون أو اللاتينيون من أي عرق.
بلغ عدد الأسر 3,286 أسرة كانت نسبة 30.1% منها لديها أطفال تحت سن الثامنة عشر تعيش معهم، وبلغت نسبة الأزواج القاطنين مع بعضهم البعض 38.5% من أصل المجموع الكلي للأسر، ونسبة 13.8% من الأسر كان لديها معيلات من الإناث دون وجود شريك، بينما كانت نسبة 6.1% من الأسر لديها معيلون من الذكور دون وجود شريكة وكانت نسبة 41.5% من غير العائلات. تألفت نسبة 33.1% من أصل جميع الأسر من عدة أفراد يعيشون في نفس المنزل ونسبة 9.4% كانت تتألف من شخص يعيش بمفرده يبلغ من العمر 65 عاماً أو أكثر. وبلغ متوسط حجم الأسرة المعيشية 2.35، أما متوسط حجم العائلات فبلغ 3.04.
بلغ العمر الوسطي للسكان 35.8 عاماً. وكانت نسبة 21.4% من القاطنين تحت سن الثامنة عشر، وكانت نسبة 9.4% بين الثامنة عشر والرابعة والعشرين عاماً، ونسبة 30.4% كانت واقعةً في الفئة العمرية ما بين الخامسة والعشرين والرابعة والأربعين عاماً، ونسبة 26.5% كانت ما بين الخامسة والأربعين والرابعة والستين، ونسبة 12.2% كانت ضمن فئة الخامسة والستين عاماً فما فوق. وتوزع التركيب الجنسي للسكان بنسبة 48.8% ذكور و51.2% إناث.

## وصلات خارجية
- الموقع الرسمي